# Jenufa
Jenufa (cz. Jenůfa) znana również jako Jej pasierbica (cz. Její pastorkyňa) – opera Leoša Janáčka w trzech aktach. Libretto napisał kompozytor na podstawie sztuki Gabrieli Preissowej. Prapremiera miała miejsce 26 stycznia 1904 w Brnie.

## Osoby[1]
- Jenufa – sopran
- wdowa Buryjowa – alt
- Stewa Buryja, jej wnuk – tenor
- Laca Klemen, jej przyrodni wnuk – tenor
- Kościelnicha (Kostelniczka), macocha Jenufy – sopran
- Starzec – baryton
- Wójt – bas
- jego żona – mezzosopran
- Karolka, ich córka – mezzosopran
- Pasterka (Pastuszka) – mezzosopran
- Barena, służąca Buryjowej – sopran
- Jano, pastuszek – sopran
- Ciotka – alt
- muzykanci i lud wiejski

## Polskie inscenizacje
- Poznań (1926[1] lub 1928[2]) – premiera polska
- Opera Wrocław (31 grudnia 1953) – reż. Jan Romejko, wykonawcy: Wanda Roessler-Stokowska, Halina Szczegłowska (Buryjova), Stanisław Romański (Laca Klemen), Adam Dachtera, Stanisław Kolada (Stewa Buryja), Alicja Dankowska, Donata Gołkowska, Krystyna Jamroz (Kościelnicha), Jadwiga Myszkowska, Weronika Pelczar (Jenufa), Bernard Nowacki, Stanisław Szuflet (Młynarz), Piotr Ilkowski, Roman Wasilewski (Wójt), Wiktoria Buczacka, Zofia Zaleska (żona Wójta), Ludwika Kaczkowska, Irena Lubomirska (Karolka), Janina Kozon, Wanda Szczepanik (Pasterka), Ludwika Kaczkowska, Maryla Pączyńska (Barena), Danuta Majgier, Maryla Pączyńska (Jano)[3]
- Warszawska Opera Kameralna (15 maja 2004) – reż. Jitka Stokalska, wykonawcy: Eugenia Rezler (stara Buryjowa), Krzysztof Machowski, Leszek Świdziński (Laca Klemen), Rafał Bartmiński, Zdzisław Kordyjalik (Stewa Buryja), Dorota Całek, Agnieszka Kurowska (Kościelnicha), Tatiana Hempel, Marta Wyłomańska (Jenufa), Andrzej Klimczak (Starzec), Dariusz Górski (Wójt), Beata Wardak (żona Wójta), Monika Ledzion (Karolka), Joanna Matraszek (Pasterka), Urszula Palonka (Barena), Julita Miłosławska (Jano), Ewa Mikulska (Ciotka)[4]
- Teatr Wielki w Poznaniu (26 lutego 2016) – reż. Alvis Hermanis, wykonawcy: Monika Mych-Nowicka, Magdalena Nowacka (Jenufa), Rafał Bartmiński (Laca Klemen), Piotr Friebe (Stewa Buryja), Barbara Kubiak (Kostelniczka), Olga Maroszek (stara Buryjowa), Rafał Korpik (Starzec), Andrzej Ogórkiewicz (Wójt), Sylwia Złotkowska (żona Wójta), Barbara Gutaj-Monowid (Karolka), Katarzyna Włodarczyk (Pastuszka), Natalia Puczniewska (Barena), Małgorzata Olejniczak-Worobiej (Jano), Elwira Radzi-Pacer (Ciotka)[5]